# Uszty-vimi járás

Az Uszty-vimi járás Komiföldön

Az Uszty-vimi járás (oroszul Усть-Вымский район, komi nyelven Емдін район) Oroszország egyik járása Komiföldön. Székhelye Ajkino.

## Népesség
- 2002-ben 34 000 lakosa volt, melynek 56%-a orosz, 29,5%-a komi, 5,8%-a ukrán, 1,5%-a fehérorosz.
- 2010-ben 29 474 lakosa volt, melynek 62,8%-a orosz, 25,6%-a komi, 4,4%-a ukrán, 1,1%-a fehérorosz.

Legnagyobb lélekszámú települései: Mikuny és Zsesart.